# Chudina hajní
Chudina hajní (Draba nemorosa) je vzácná, drobná, žlutě kvetoucí bylina. Je jedním ze dvou druhů rozsáhlého rodu chudina které rostou v České republice.

## Výskyt
Rostlina vyrůstá v různé intenzitě v širokém pásu mírného klimatu na severní polokouli, v Evropě, Asii i v Severní Americe. V České republice se jako původní druh vyskytuje pouze na jižní Moravě, do jiných oblastí byla později zavlečena. Na Slovensku je mnohem častější, např. v Záhorské a Podunajské nížině, ve Slovenském krasu, u Zvolena, na Liptově, Spiši i okolo Prešova.
Jejím hlavním biotopem jsou suché, slunečné, písčité travnaté stráně stepního charakteru, světlá místa v křovinách a na jejích okrajích. Nachází se také občas kolem cest a železničních tratí kde se rozšířila lidským přičiněním. Její druhové jméno "hajní" je zavádějící, v hájích ani lesích neroste.

## Popis
Jednoletá rostlina dorůstající jen do výše 10 až 20 cm. Přímá lodyha někdy od báze rozvětvená, bývá porostlá hvězdicovitými nebo četnými jednoduchými chlupy. Vyrůstá z přízemní listové růžice kde obvejčité listy mají čepele celokrajné nebo jemně zubaté s tupým vrcholem a bývají dlouhé 1 až 3,5 cm a široké 0,5 až 1,5 cm. Lodyžní listy (jeden až dva) jsou širokou bázi přisedlé, vejčité až podlouhlé, na rubové straně porostlé hvězdicovými chlupy a mívají délku 0,5 až 2 cm a šířku 0,5 až 1 cm.
Oboupohlavné žluté květy 2 mm veliké rostou na nitkovitých stopkách 5 až 10 mm dlouhých které po opylení ještě dorůstají. Čtyřčetné květy jsou bez listenů a vytvářejí řídký hrozen s průměrně 25 až 50 květy. Zelené kališní lístky jsou 2 mm dlouhé. Světle žluté, řídce pýřité, vejčité korunní lístky jsou dlouhé nejvýše 1,5 mm a 1 mm široké. Květ obsahuje 6 tyčinek s široce vejčitými prašníky (z toho dvě jsou kratší), semeník s 30 až 60 vajíčky a kratičkou čnělku s drobnou bliznu. Kvetou od dubna do května, opylovány jsou hmyzem. Ploidie 2n = 16.
Plodem je úzká obvejčitá, krátce chlupatá šešule 5 až 8 mm dlouhá, rostoucí na vodorovné odstálé stopce 10 až 25 mm dlouhé. Obsahují vejčitá, červenohnědá semena asi 0,6 mm veliká. Rostlina se rozmnožuje výhradně semeny která po uzrání vypadají ze šešule.

## Ohrožení
Chudina hajní se v ČR vyskytuje na malém počtu lokalit a její stavy jsou dlouhodobě klesající, je proto v "Červeném seznamu cévnatých rostlin České republiky z roku 2012" hodnocena jako kriticky ohrožený druh (C1b).